# 1330'erne f.Kr.
Århundreder: 15. århundrede f.Kr. – 14. århundrede f.Kr. – 13. århundrede f.Kr.
Årtier: 1380'erne f.Kr. 1370'erne f.Kr. 1360'erne f.Kr. 1350'erne f.Kr. 1340'erne f.Kr. – 1330'erne f.Kr. – 1320'erne f.Kr. 1310'erne f.Kr. 1300'erne f.Kr. 1290'erne f.Kr. 1280'erne f.Kr.
Årstal: 1339 f.Kr. 1338 f.Kr. 1337 f.Kr. 1336 f.Kr. 1335 f.Kr. 1334 f.Kr. 1333 f.Kr. 1332 f.Kr. 1331 f.Kr. 1330 f.Kr.

## Begivenheder
- 1336 f.Kr. — Farao Akhenaton af Ægypten udnævner Smenkhkare som medregent.
- 1336 f.Kr. — Tutankhamon bliver Farao af Ægypten og gifter sig med Ankhesenamun, på samme tid datter og kone af foregængeren Akhenaton.
- c. 1336 f.Kr. – Afslutningen på Amarna-periode i Det gamle Egypten.
- 1336 f.Kr. – 1327 f.Kr.: konstruktion af den indre kiste i Tutankhamons sarkofag, fra hans grav, i Kongernes Dal nær dagens Deir el-Bahari. Den er nu udstillet på Det Egyptiske Museum i Cairo.
- 1331 f.Kr. — Farao Tutankhamon af Egypt forlader Amarna, og vender tilbage til Theben.

## Dødsfald
- 1338 f.Kr.— Dronning Teje af Ægypten, øverste dronning med Amenhotep III og matriark af Amarna-familien, forsvinder fra de historiske optegnelser. Formodes død.
- 1337 f.Kr.— Dronning Nefertiti af Ægypten forsvinder fra de historiske optegnelser. Formodes død.
- 1334 f.Kr./1333 f.Kr. — Smenkhkare, farao af Ægypten og Akhenatons medregent dør.
- 1334 f.Kr./1333 f.Kr. — farao Akhenaten dør.

- Akhnaton
- Akhenaton og Nefertiti
- Tutankhamons berømte begravelsesmaske.